# Vládimir Turchinski
Vládimir Yevgenyevich Turchinski (en ruso, Влади́мир Евге́ньевич Турчи́нский; Moscú, 28 de septiembre de 1963 – 16 de diciembre de 2009) fue un luchador, fisioculturista, presentador de televisión y radio, cantante, actor y empresario ruso. Después de cumplir el servicio militar, estuvo en varios trabajos como fotógrafo, guardaespaldas, vigilante de seguridad, artista de circo y traductor de inglés y francés. Se convirtió en una celebridad gracias a su fuerza y potencia física.
Turchinski fue maestro en sambo y judo, jugó al fútbol americano y compitió en la edición estadounidense de International Gladiators 1 bajo el nombre de Dynamite.

## Filmografía
- Spetsnaz (2002) – Coronel Vladimir Ozornyh
- Yeralash (2006) – "Terminator"
- Fitil (2006)
- Happy Together (2006) – cameo
- The Best Movie (2008) – traficantes de aramas
- Svaty (2008) – cameo
- Daddy's Daughters (2009) – entrenador de fisioculturista